# Balls to Picasso
Balls to Picasso es un álbum de hard rock publicado en 1994, y es el segundo disco en la carrera como solista de Bruce Dickinson. Fue grabado luego de la salida de Dickinson de la banda Iron Maiden. La balada "Tears of the Dragon" se mantuvo por varias semanas en la cima de las listas en países como Brasil, donde Dickinson tiene una gran base de fanáticos.
Este disco marcó el comienzo de la colaboración de Dickinson con el guitarrista y productor Roy Z, quien trabajaría en varios discos del cantante británico como The Chemical Wedding, Accident of Birth y Tyranny of Souls.

## Lista de canciones
1. "Cyclops" – 7:58
2. "Hell No" – 5:11
3. "Gods of War" – 5:02
4. "1000 Points of Light" – 4:25
5. "Laughing in the Hiding Bush" – 4:20
6. "Change of Heart" – 4:58
7. "Shoot All the Clowns" – 4:24
8. "Fire" – 4:30
9. "Sacred Cowboys" – 3:53
10. "Tears of the Dragon" – 6:24

## Créditos
- Bruce Dickinson – Voz
- Roy Z – Guitarra
- Eddie Cassillas – Bajo
- David Ingraham – Batería
- Doug Van Booven – Percusión